# 伊琳·伦古
伊琳·伦古（英語：Ireen Lungu；1997年10月6日—），赞比亚女子足球运动员，司职中场，目前效力于BIIK奇姆肯特和赞比亚国家女子足球队。她曾代表赞比亚参加2022年非洲女子国家杯和2023年国际足联女子世界杯等多场国际赛事。